# 1819 год в науке
В 1819 году были различные научные и технологические события, некоторые из которых представлены ниже.

## События
- Генрихом Штейном основано общество по изучению ранней германской истории.
- Ханс Кристиан Эрстед открыл магнитные свойства электрического тока.

## Родились
- 18 февраля — Николай Максимович Сементовский, русский и украинский археолог, историк.
- 29 апреля — Отто Генрих Фридрих Фок, немецкий историк и педагог.
- 7 мая — Отто Васильевич Струве, русский астроном (умер в 1905).
- 13 августа — Джордж Габриель Стокс, английский математик и физик (умер в 1903).
- 18 сентября — Жан Бернар Леон Фуко, французский физик и астроном (умер в 1868).
- 22 декабря — Пьер Оссиан Бонне, французский математик (умер в 1892).

## Скончались
- 19 августа — Джеймс Уатт — шотландский изобретатель, создавший паровой двигатель.
- 16 сентября — Джон Джеффрис, американский врач, известен как пионер воздухоплавания. Участник первого в мире перелёта на воздушном шаре через Ла-Манш (1785).
- 20 декабря – Вацлав Шимерка, чешский математик.